# Бриккер, Юрий Львович
Юрий Львович Бриккер (2 августа 1935 ― 4 декабря 2008) — советский и российский тренер по лёгкой атлетике. Заслуженный тренер РСФСР.

## Биография
Родился в Ленинграде в 1935 году, в семье спортсменов. Отец — Бриккер Лев Михайлович (1907—1941 гг.), тренер по спортивной гимнастике в 1930-х годах, работал в ДСО «Динамо». Погиб в Великой Отечественной войне на Синявинских высотах, похоронен в братской могиле. Мать — Бриккер Антонина Алексеевна (род. 1915), спортивная гимнастика, также выступала за в ДСО «Динамо», затем работала тренером.
В 1958 году окончил ГДОИФК им. П. Ф. Лесгафта. После окончания учёбы работал в ДЮСШ Октябрьского района Ленинграда в 1956—1957 гг. С 1957 по 1960 тренер по лёгкой атлетике в ЛИСИ. С 1960 по 1965 год. — тренер ДЮСШ Ленинского района. С 1965 по 1971 года — тренер ДЮСШ Выборгского района. С 1992 по 2008 год — тренер спорт-интерната № 62.
За десятилетия тренерской работы Юрий Львович подготовил трёх мастеров спорта международного класса и 28 мастеров спорта. Многие из его бывших спортсменов были членами сборных команд СССР и России. Одним из наиболее выдающихся его подопечных был Люкман Адамс, Чемпион мира и призёр чемпионата Европы по лёгкой атлетике.
В 1988 году был удостоен почётного звания «Заслуженный тренер РСФСР».
Умер 4 декабря 2008 года. Был похоронен на кладбище Санкт-Петербургского крематория.